# Léon Herbo
 (octobre 2024).
 (octobre 2024).
La mise en forme du texte ne suit pas les recommandations de Wikipédia : il faut le « wikifier ».
Les points d'amélioration suivants sont les cas les plus fréquents. Le détail des points à revoir est peut-être précisé sur la page de discussion.
- Les titres sont pré-formatés par le logiciel. Ils ne sont ni en capitales, ni en gras.
- Le texte ne doit pas être écrit en capitales (les noms de famille non plus), ni en gras, ni en italique, ni en « petit »…
- Le gras n'est utilisé que pour surligner le titre de l'article dans l'introduction, une seule fois.
- L'italique est rarement utilisé : mots en langue étrangère, titres d'œuvres, noms de bateaux, etc.
- Les citations ne sont pas en italique mais en corps de texte normal. Elles sont entourées par des guillemets français : « et ».
- Les listes à puces sont à éviter, des paragraphes rédigés étant largement préférés. Les tableaux sont à réserver à la présentation de données structurées (résultats, etc.).
- Les appels de note de bas de page (petits chiffres en exposant, introduits par l'outil «  Source ») sont à placer entre la fin de phrase et le point final[comme ça].
- Les liens internes (vers d'autres articles de Wikipédia) sont à choisir avec parcimonie. Créez des liens vers des articles approfondissant le sujet. Les termes génériques sans rapport avec le sujet sont à éviter, ainsi que les répétitions de liens vers un même terme.
- Les liens externes sont à placer uniquement dans une section « Liens externes », à la fin de l'article. Ces liens sont à choisir avec parcimonie suivant les règles définies. Si un lien sert de source à l'article, son insertion dans le texte est à faire par les notes de bas de page.
- La présentation des références doit suivre les conventions bibliographiques. Il est recommandé d'utiliser les modèles {{Ouvrage}}, {{Chapitre}}, {{Article}}, {{Lien web}} et/ou {{Bibliographie}}. Le mode d'édition visuel peut mettre en forme automatiquement les références.
- Insérer une infobox (cadre d'informations à droite) n'est pas obligatoire pour parachever la mise en page.

Pour une aide détaillée, merci de consulter Aide:Wikification.
Si vous pensez que ces points ont été résolus, vous pouvez retirer ce bandeau et améliorer la mise en forme d'un autre article.
Pour les articles homonymes, voir Herbo.
Léon Herbo, né à Templeuve le 8 octobre 1850 et mort à Ixelles le 19 juin 1907, est un peintre belge de scènes de genre, d'histoire, de figures et de portraits, et aussi critique d'art.

## Biographie
Fils d'Amédée Herbo et d'Elise Samain, Léon Herbo étudie à l'Académie des beaux-arts de Tournai (1866-1869), auprès de Léonce Legendre, et poursuit sa formation à l'Académie des beaux-arts de Bruxelles de 1869 à 1874 auprès de Joseph Stallaert. Il se spécialise dans les scènes de genre et le portrait. Ses scènes de genre sont nombreuses, parfois érotiques, ou orientalistes.
Classé premier au concours préparatoire du prix de Rome[réf. nécessaire] en 1873, il voyagea en France, en Allemagne, en Hollande et en Italie avant de se fixer définitivement à Bruxelles. Il y exposa une première fois en 1875.
C'est l'un des membres fondateurs en 1876 du cercle des anciens élèves et élèves des académies de Beaux-Arts de Bruxelles qui deviendra en novembre 1879 L'Essor. Le Cercle à cette date n'a plus aucun lien avec l'Académie et défend le réalisme. La devise de L'Essor est « un art unique, une vie unique » et met donc l’accent sur le lien qui doit unir l’Art à la Vie. Les fondateurs sont perçus comme progressistes. À ce groupe se joignent entre autres, Fernand Khnopff, Théo Van Rysselberghe, James Ensor, Léon Frédéric et Julien Dillens. Ils veulent se rebeller contre le Cercle artistique et littéraire de Bruxelles, bourgeois et conservateur.
Le Salon de L’Essor rejette Le Mangeur d’huîtres d’Ensor en raison de son style impressionniste. Cette impossibilité à unir les réalistes et l’avant-garde fait partir des membres au profit du groupe Les XX en 1883.
Herbo quant à lui, expose régulièrement de 1879 à 1905 à Bruxelles, à Gand, et à Paris aux Salons de la Société de l'Art français. Il obtient une médaille à Alger en 1881  et un diplôme d'honneur à Chaumont en 1882.
Il continue à travailler à Bruxelles, tout en enseignant à l'Académie dont il devient le directeur. Il a notamment comme élève en 1880 Théo Van Rysselberghe.
Il épouse le 28 janvier 1882, à l’âge de 32 ans à Ixelles, Anna Léontine Snel née le 10 juin 1856, âgée de 26 ans, fille de Rosine Snel. Sa femme lui servira régulièrement de modèle pour ses tableaux. Les témoins de leur mariage comptent parmi les meilleurs artistes de la scène artistique belge de l'époque : le sculpteur Julien Dillens, âgé de 32 ans, domicilié à Ixelles dont il fera le portrait en pied ; l'architecte Edmond Legraive, âgé de 34 ans, domicilié à Ixelles ; le compositeur Émile Mathieu, âgé de 37 ans, domicilié à Leuven et son maître et ami, le peintre Léonce Legendre, âgé de 50 ans, domicilié à Tournai, chevalier de l’Ordre de Léopold, Prix de Rome et Directeur de l'Académie des beaux-arts de Tournai. Domicilié à Ixelles 28, rue des Drapier, le couple a deux enfants Joanna Marguerite Herbo née à Ixelles le 7 novembre 1881 et Fernand Adolphe Léon Herbo, né à Ixelles le 22 mars 1885.
De 1883 à 1894 il expose à Munich et en 1886, 1891, 1896 à Berlin. En 1883 il obtient une médaille d'or d'or à Gand, en 1887 une médaille de Vermeil à Tunis, en 1889 une médaille d'or à Cologne, et une mention honorable en 1889 à l'Exposition universelle de Paris.
Il est présent dans le train lors de l'accident ferroviaire d'Appilly le 9 septembre 1894 et en sort indemne.
A l’âge de 44 ans, le 6 décembre 1894, avec le peintre Léon Frédéric très célèbre à l'époque et le sculpteur Julien Lagae, il est témoin au mariage du sculpteur Julien Dillens, avec Clémence Joséphine Françoise Drives, née le 9 janvier 1846 à Bruxelles. Il avait fait son portrait en pied, portant sa sculpture intitulée Un chef gaulois fait prisonnier des Romains pour laquelle il avait reçu le prix de Rome en 1887.

## Œuvre
D'abord peintre de scènes de genre et de scènes historiques dans la veine d'un certain romantisme, il se tourne ensuite vers l'art du portrait, essentiellement bourgeois, dont il laissera une abondante production. Ses portraits témoignent d'une facilité d'exécution et même d'une virtuosité certaine et il se fait une spécialité des portraits jubiliaires de corporations : officiers, magistrats, comédiens, professeurs, etc., groupés à l'occasion d'un anniversaire. Il devient un des peintres attitrés des officiers de l'armée et de la garde civique, qu'il représente le plus souvent d'une manière assez conventionnelle. 
Sa réputation fut telle que souvent l'on s'adressait à lui pour des portraits après décès. Un bon exemple en est le portrait du prince héritier de Belgique, Léopold-Ferdinand, comte de Hainaut, décédé à l'âge de 10 ans, portrait qu'il a peint pour la reine Marie-Henriette (Bruxelles, Musée de la Dynastie, inv. n°3876). 
On lui doit plus d'un millier de portraits dont beaucoup d'acteurs de théâtres et autres artistes en costume de scène, tels que ceux des cantatrices Rose Caron et Lise Landouzy, du compositeur de musique Jules Massenet ou encore de l'échevin saint-gillois Henri Wafelaerts. Il est l'auteur d'un beau portrait, probablement post-mortem, du célèbre acteur afro-américain abolitionniste Ira Aldridge figuré en amateur d'art. Il s’est beaucoup intéressé également au thème d’Othello ou le Maure de Venise figurant Othello et Desdémone à plusieurs reprises.
Il est aussi l'auteur d'un certain nombre de séduisantes figures orientales, ainsi que de figures de fantaisie destinées à être reproduites par le biais des techniques de la chromolithographie et de la décoration sur porcelaine. 
- Portrait d'un amateur d'art, huile sur toile, 37 × 29 cm, Collection privée, vente 2021[5]
- Portrait en pied de Julien Dillens portant sa sculpture intitulée Un chef gaulois fait prisonnier des Romains pour laquelle il reçut le prix de Rome en 1887, Collection privée, Vente 2019[6]
- Desdemone, huile sur toile, 72 × 89 cm, Collection privée, Vente 2006[7]
- Les Noces, huile sur toile, 100 × 145 cm, Collection privée, Vente 2016[8]
- Portrait d'homme au turban, possiblement l'acteur Ira Aldridge en costume de scène, huile sur panneau, 41 × 32 cm, Collection privée, Vente 2022[9]
- Souvenir, Anna lisant Othello, Collection privée, Vente 2015[10]

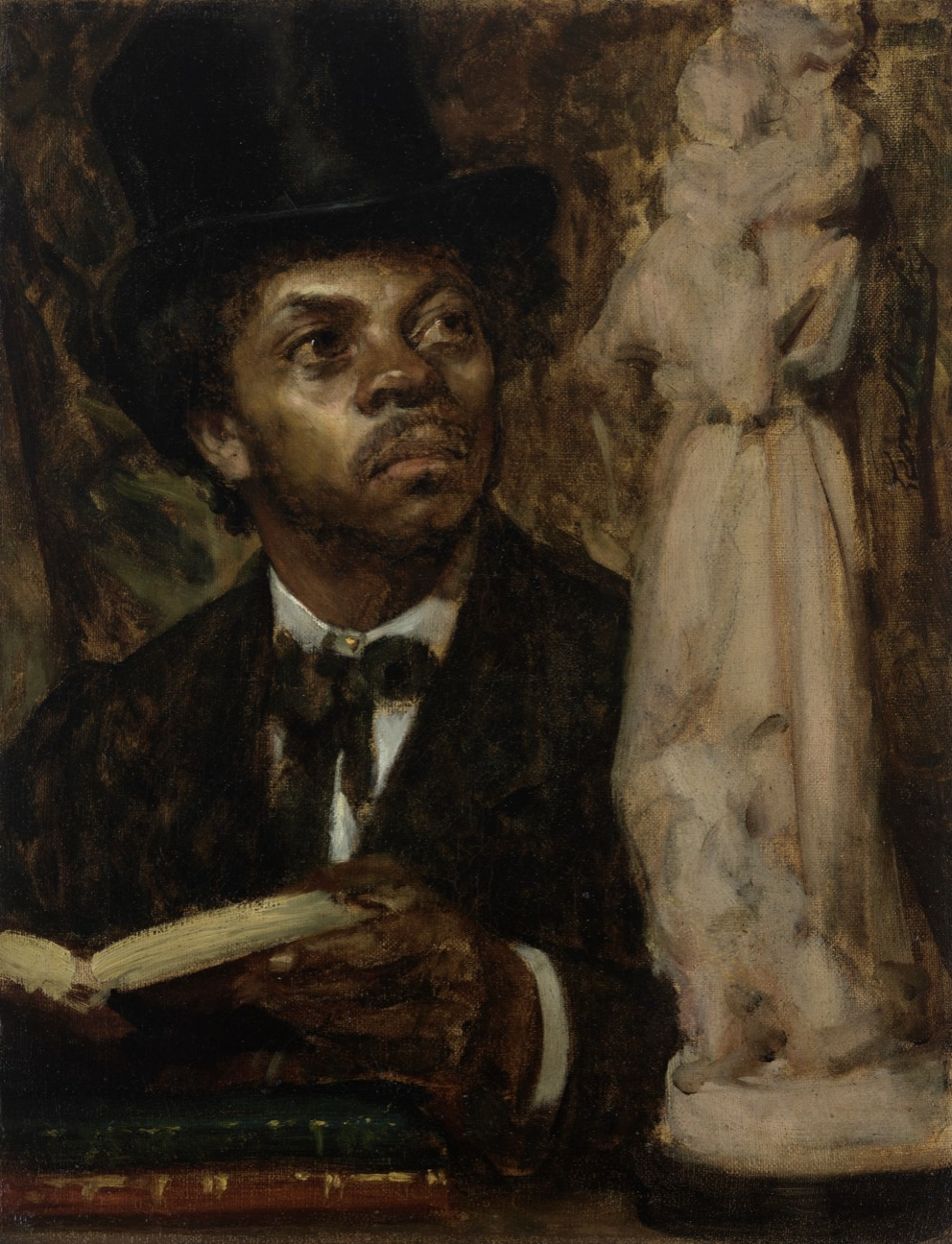
Portrait d'Ira Aldridge Collection privée
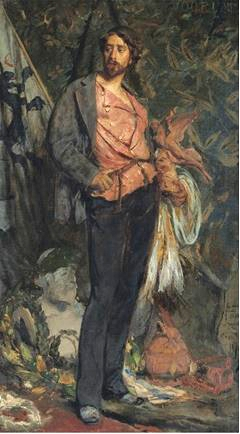
Portrait en pied de Julien Dillens Collection privée
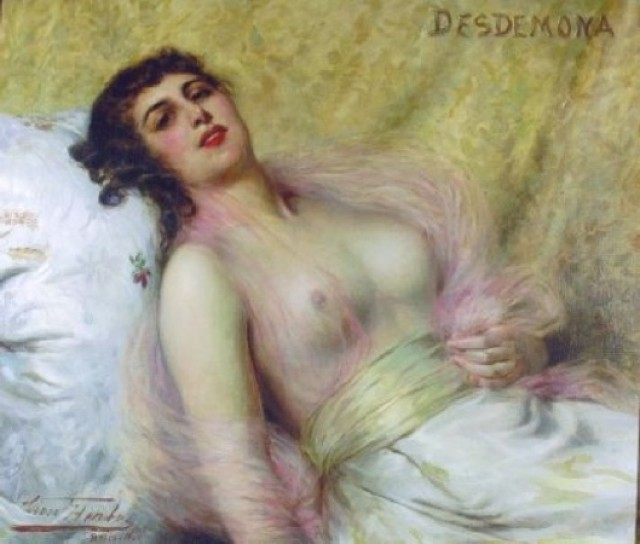
Desdemona Collection privée
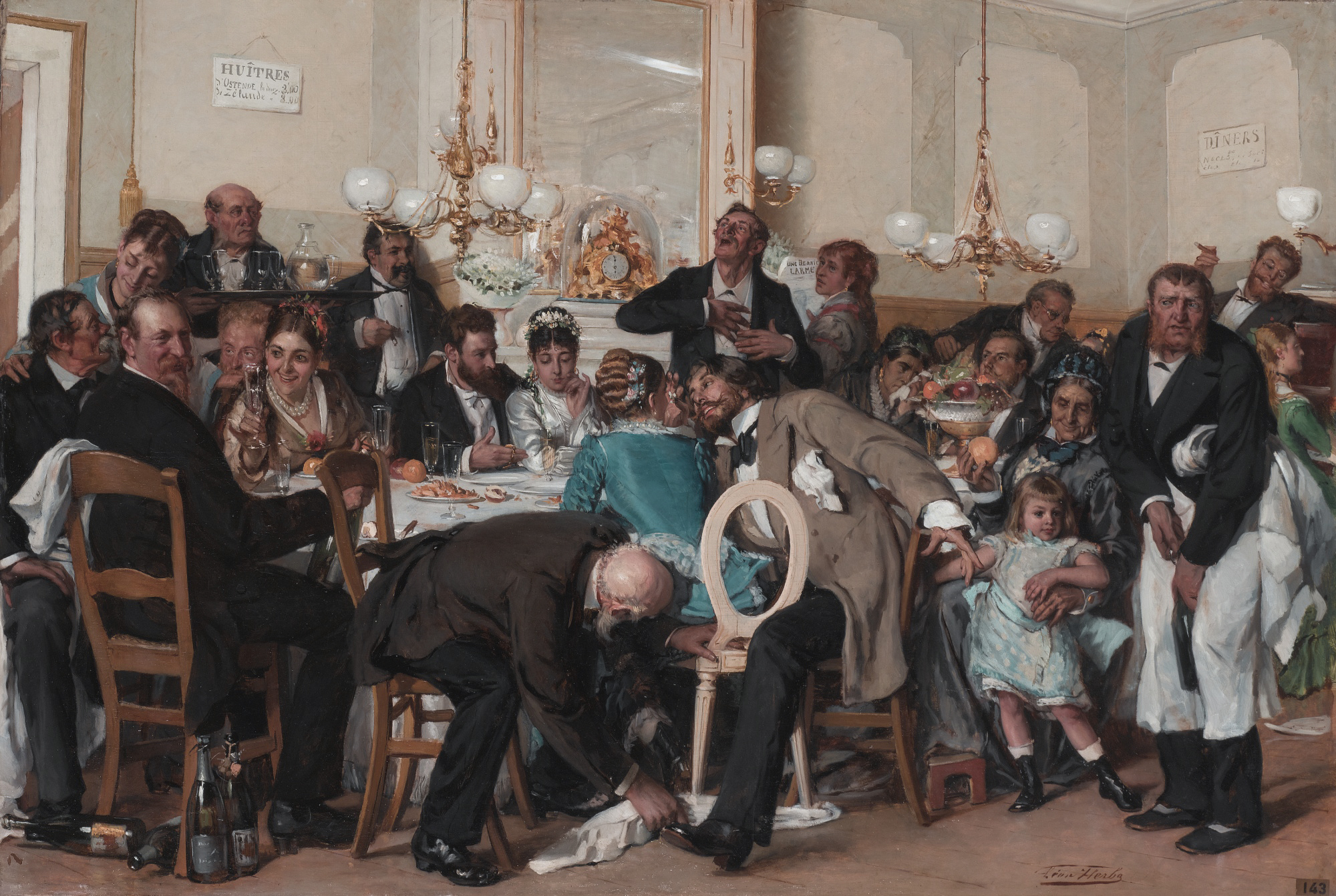
Les Noces Collection privée
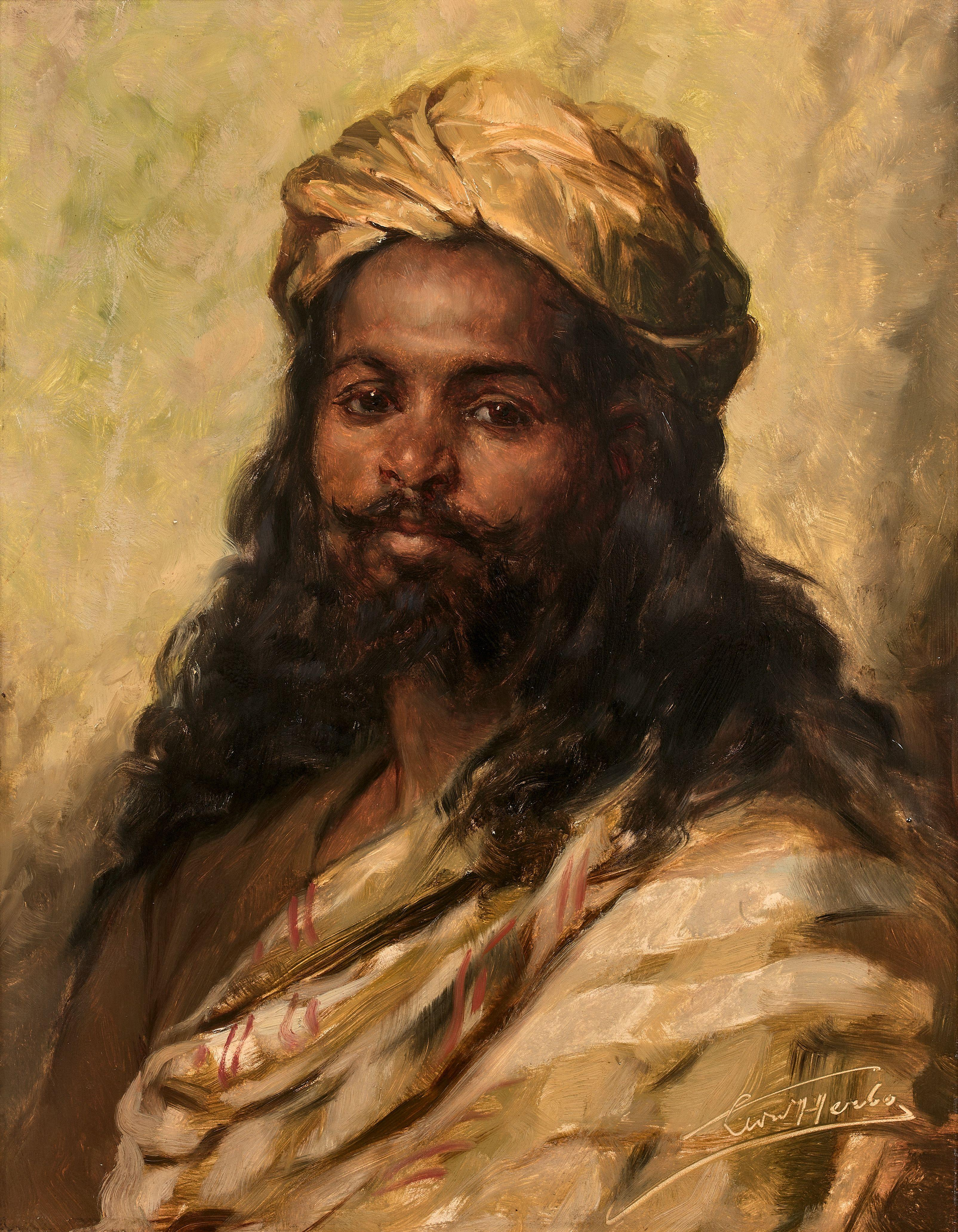
Ira Aldridge en Othello Collection privée
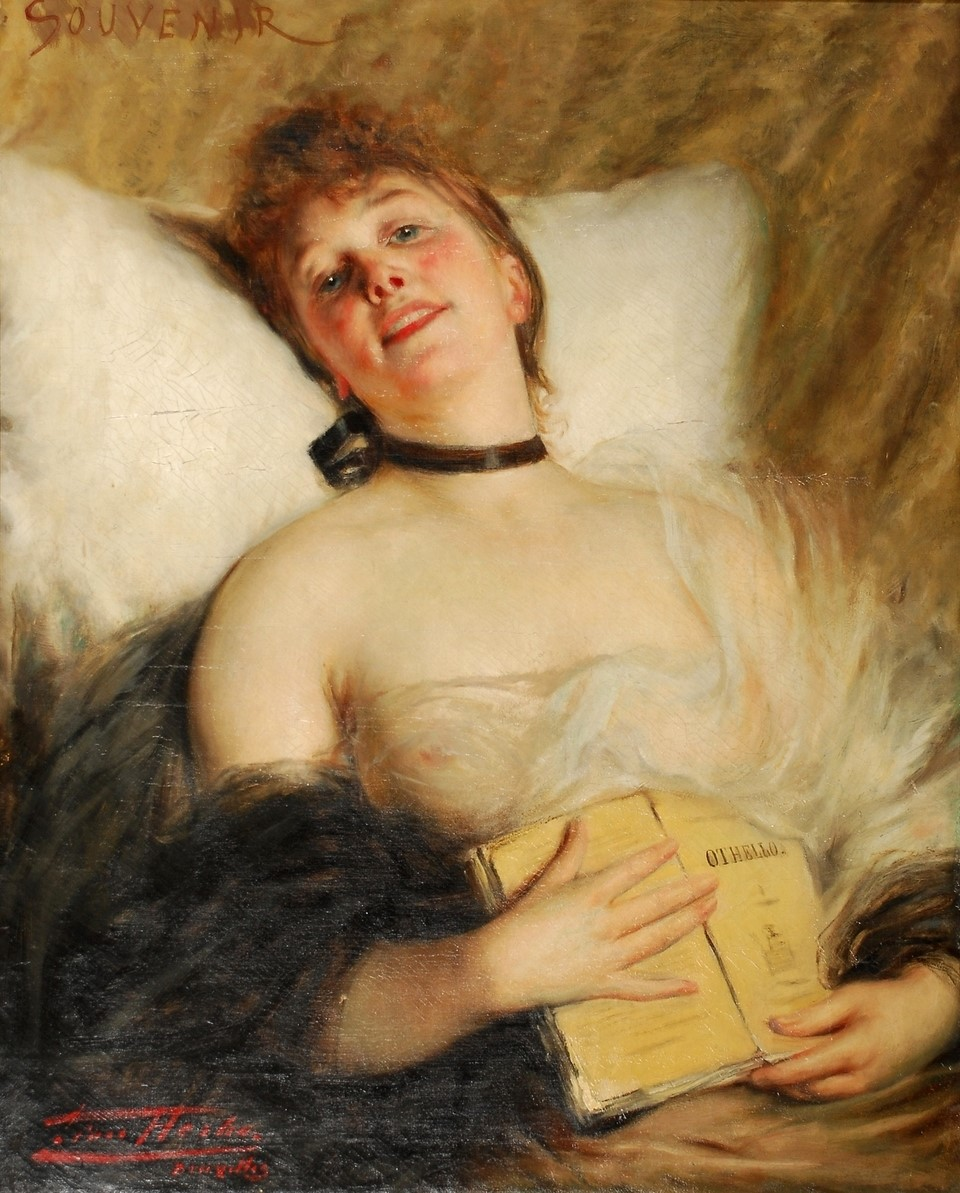
Souvenir, Anna lisant Othello Collection privée

Œuvres à documenter [réf. nécessaire]
- Portrait en pied du lieutenant-colonel Arthur Pecsteen, 1880
- Réunion entre l'escadron Marie-Henriette, la reine Marie-Henriette et la princesse Clémentine (en collaboration avec le peintre animalier Alexandre Clarys), 1889, huile sur toile, 137 × 200 cm 137 × 200 cm), Musée de l'Armée à Bruxelles
- Décoration de la salle des séances du Conseil provincial du Hainaut à Mons, 1895
- Portrait en pied du lieutenant général de la garde civique, comte Adrien-Hyacinthe d'Oultremont, 1898, Musée de l'Armée à Bruxelles

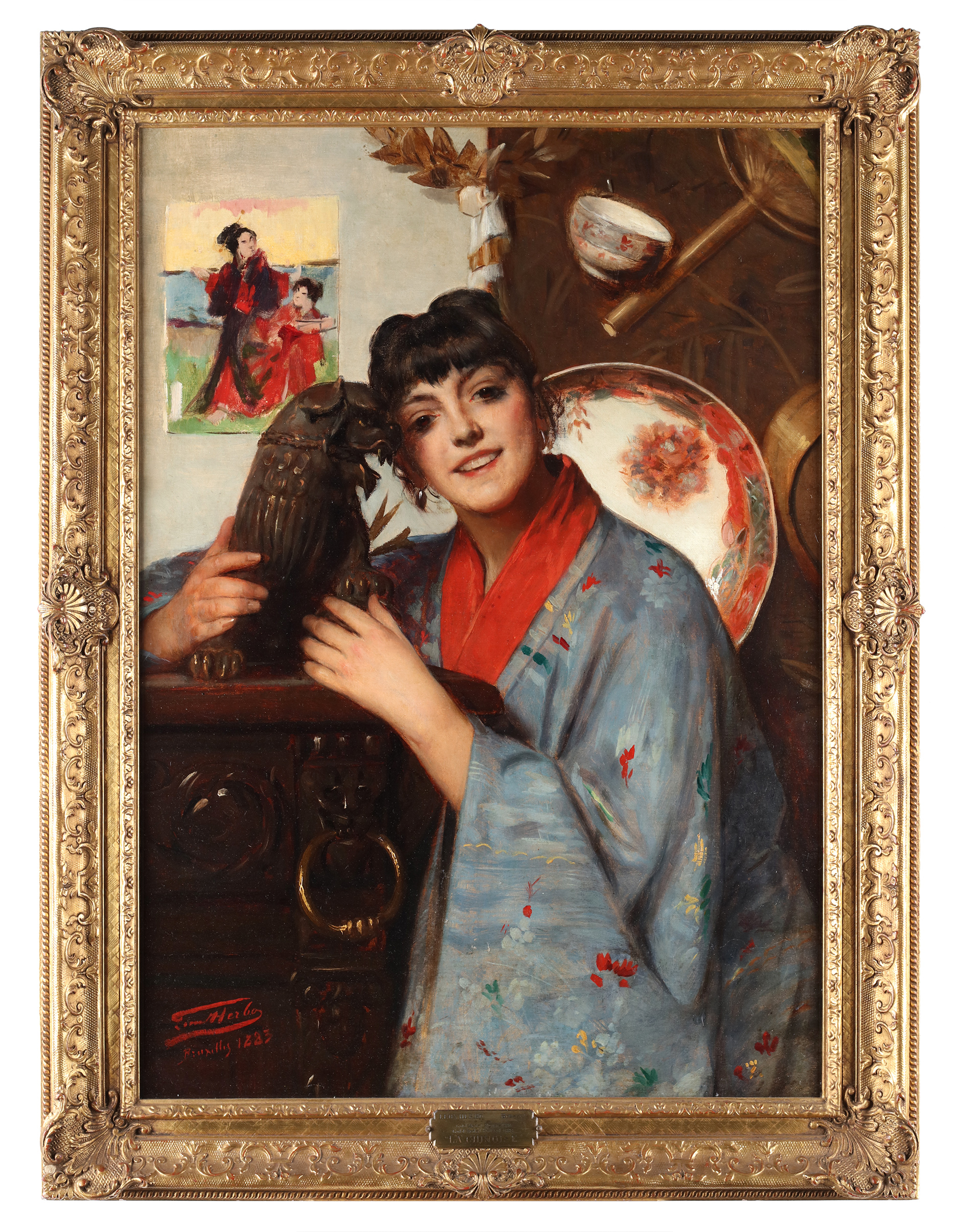
La Chinoise.

## Distinctions
- Chevalier de l'ordre du Libérateur, 1884, Caracas (Venezuela).
- Chevalier de l'ordre de Léopold, 1896[11]

## Postérité
Une rue porte son nom dans son village natal de Templeuve (Tournai).